# ام جمال دین
ام جمال دین (انگلیسی: M. Jamal Deen؛ زاده ۱۹۵۵) یک فیزیک‌دان، استاد دانشگاه و مهندس برق اهل کانادا است. وی عضو انجمن سلطنتی کانادا و عضو پیوسته انجمن مهندسان برق و الکترونیک می‌باشد.